# Regiunea Oshana
Oshana este o regiune a Namibiei a cărei capitală este Oshakati. Are o populație de 191.977 locuitori și o suprafață de 5.290 km2.

## Subdiviziuni
Această regiune este divizată în 9 districte electorale:
- Oshakati
- Ongwediva
- Okaku
- Okatana
- Ondangwa
- Ompundja
- Uukwiyu
- Okatjali
- Uuvudhiya